# Schtroumpf vert et vert Schtroumpf (histoire)
Schtroumpf vert et vert Schtroumpf est la dix-huitième histoire de la série Les Schtroumpfs de Peyo et Yvan Delporte. Elle est publiée pour la première fois du no 1808 au no 1836 du journal Spirou, puis dans l'album du même nom en 1973.
Cette bande dessinée a valu à ses auteurs le prix Saint-Michel 1973 du meilleur scénariste humoristique.
L'histoire se déroule au village des Schtroumpfs et dans la forêt alentour, avec une incursion dans la masure de Gargamel.

## Thème
Les Schtroumpfs se disputent sur la bonne utilisation du langage schtroumpf : doit-on dire un « tire-bouschtroumpf » comme le disent les habitants du nord du village, ou un « schtroumpf-bouchon » comme le disent ceux du sud du village ? La querelle, anodine au départ, s'envenime au point qu'un des Schtroumpfs a l'idée de diviser le village en deux par une frontière, ce qui complique singulièrement la vie de ses habitants.
Cette histoire est une évocation des tensions inter-communautaires de la Belgique entre les Flamands et les Wallons, séparés par une frontière linguistique,,. C'est le seul album dans lequel le Grand Schtroumpf ne parvient pas à résoudre le problème du village. Ce problème inquiétait Peyo, et il s'agit d'ailleurs de la seule histoire des Schtroumpfs n'ayant pas de véritable « happy end », car on voit à la fin de l'album que le problème n'est pas réellement résolu. Enfin, le titre de l'album fait référence à l'expression belge "Chou vert et vert chou" qui se dit de deux choses présentées comme différentes alors qu'elles sont identiques.

## Résumé
Le Schtroumpf bricoleur se rend chez un Schtroumpf du nord pour récupérer son schtroumpf-bouchon que celui-ci lui a emprunté une semaine plus tôt. Mais ce dernier veut à tout prix qu'il dise « tire-bouschtroumpf », ce qui provoque une dispute que le Grand Schtroumpf, préoccupé par ses recherches, refuse d'arbitrer. Chacun prend alors à partie les autres habitants du village, qui campent sur leurs positions. Le soir, alors que tout le village assiste à une représentation théâtrale du Petit Chaperon rouge, les acteurs, tous des Schtroumpfs du sud, se font sans cesse contredire par les spectateurs, parmi lesquels des Schtroumpfs du nord. Le spectacle dégénère alors en bagarre entre les deux camps. Le Grand Schtroumpf leur ordonne alors d'arrêter et leur fait comprendre la stupidité de se battre pour une question de mots. Mais à peine est-il parti que la bagarre recommence.
Le lendemain, constatant que les tensions ne sont pas apaisées, le Grand Schtroumpf demande aux habitants du village de jouer à la balle ensemble, ce qui lui permet de continuer son expérience. Dans un premier temps, cette stratégie semble fonctionner ; mais le jeu se transforme bientôt en une partie de football entre deux équipes, avec des supporters pour les deux camps. Dans les jours qui suivent, la situation ne s'arrange guère. Un Schtroumpf a donc l'idée de tracer une frontière linguistique au milieu du village, au-delà de laquelle il est interdit de parler le dialecte des autres. Mais les tensions ne s'apaisent pas pour autant : les deux camps font de la propagande pour convertir les autres à leur façon de parler. Bientôt, les Schtroumpfs en viennent à la lutte armée, tandis que le Grand Schtroumpf demeure affairé à son expérience et ne se rend compte de rien.
Désespéré, le Grand Schtroumpf se résout à une solution dangereuse. Il se rend chez Gargamel et, grâce à une formule magique, échange son apparence contre la sienne, à la grande fureur du sorcier : il nomme cela le rétromimétisme. Il revient ensuite au village et terrifie les autres Schtroumpfs, qui font aussitôt alliance pour le neutraliser. Le plan semble avoir réussi, mais le Grand Schtroumpf ne parvient pas à convaincre les Schtroumpfs que contrairement aux apparences, il n'est pas Gargamel. Le vrai Gargamel en profite alors pour fouiller dans son laboratoire et inverser la formule, puis il commence à capturer les uns après les autres les Schtroumpfs qui s'enfuient dans la forêt. Ceux-ci ne doivent leur sauvetage qu'à Azraël qui, complètement perdu par ces changements d'apparence, attaque son maître et permet aux Schtroumpfs de s'échapper.
La frayeur passée, la vie reprend son cours au village. Mais les Schtroumpfs continuent à se disputer sur le langage. Le Grand Schtroumpf décide alors d'imposer à tous un langage « politiquement correct », évitant les mots qui fâchent. Hélas : avec ce système, les Schtroumpfs ont du mal à se comprendre.

## Incohérence
Peyo lui-même semble s'être perdu entre les Schtroumpfs du nord et les Schtroumpfs du sud. Après la manifestation, un groupe de Schtroumpfs se réunit dans la forêt et l'un d'entre eux raconte comment le Schtroumpf bricoleur a refusé de lui prêter sa clef à molette parce que celui-ci "ne schtroumpfe pas (s)a clé à schtroumpf à un Schtroumpf du sud". Or, le Schtroumpf bricoleur étant lui même du sud, il est permis d'imaginer que le Schtroumpf qui relate cette dispute est du nord. 2 cases plus tard, un de ces mêmes Schtroumpfs s'exclame d'ailleurs de manière véhémente contre ceux du sud. Par ailleurs, conformément à ce qui est indiqué plus tôt dans l'ouvrage, il serait plus logique que le Schtroumpf bricoleur parle de "schtroumpf à molette" et non de "clé à schtroumpf" dans les propos relatés lors de cet échange.